# إيرل بروس
إيرل بروس (بالإنجليزية: Earle Bruce) هو لاعب كرة قدم أمريكية أمريكي، ولد في 8 مارس 1931 في كمبرلاند في الولايات المتحدة، وتوفي في 20 أبريل 2018.

## وصلات خارجية
- إيرل بروس على موقع قاعة آيوا للمشاهير الرياضية (الإنجليزية)
- إيرل بروس على موقع IMDb (الإنجليزية)
- إيرل بروس على موقع إن إن دي بي (الإنجليزية)
- إيرل بروس على موقع قاعدة بيانات الفيلم (الإنجليزية)